# Wimereux
Wimereux  [vim(ə)ʁø] (niederländisch: Wimereeuw) ist eine französische Gemeinde und ein Badeort mit 6307 Einwohnern (Stand 1. Januar 2022) in der Nähe von Boulogne-sur-Mer im Département Pas-de-Calais in der Region Hauts-de-France. 

## Lage

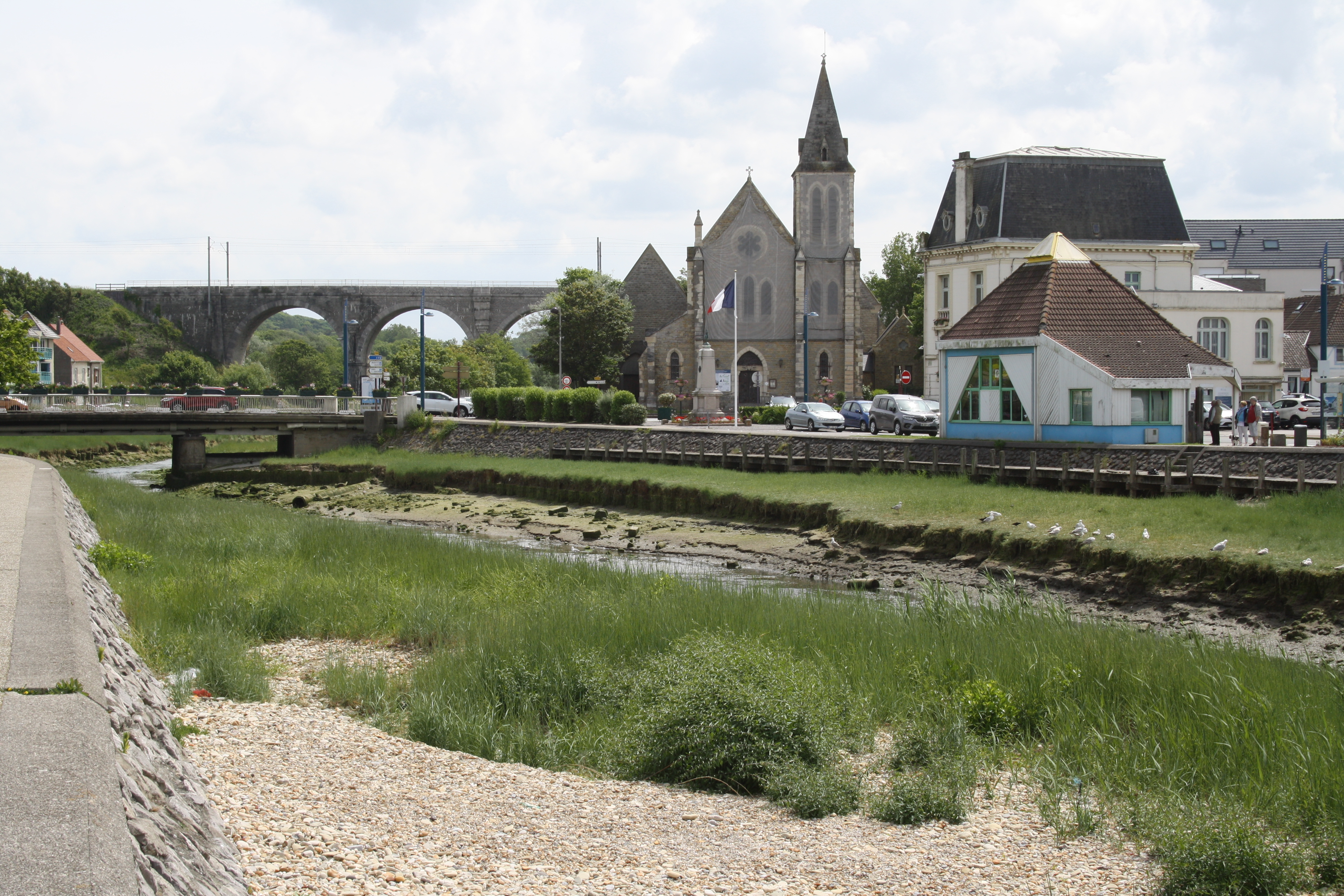
Der Fluss Wimereux und die Kirche Église de l’Immaculée-Conception

Wimereux liegt an der Mündung des gleichnamigen Flusses Wimereux in den Ärmelkanal. Boulogne-sur-Mer liegt etwa sieben Kilometer südlich, Calais etwa 35 km nördlich des Ortes. Die Gemeinde gehört zum Regionalen Naturpark Caps et Marais d’Opale und grenzt seeseitig an den Meeresnaturpark Estuaires Picards et Mer d’Opale.

## Klima
Wimereux ist wetterbegünstigt, kaum sieben Tage im Winter sinkt das Thermometer unter null Grad. 2008/09 war die tiefste Temperatur minus 2,1 Grad Celsius. Es schneit durchschnittlich einen halben Tag im Jahr.

## Geschichte

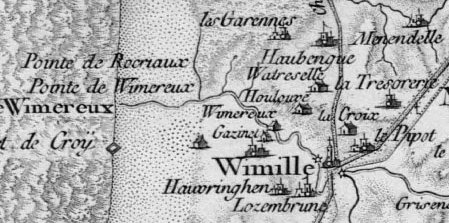
Wimereux 1815

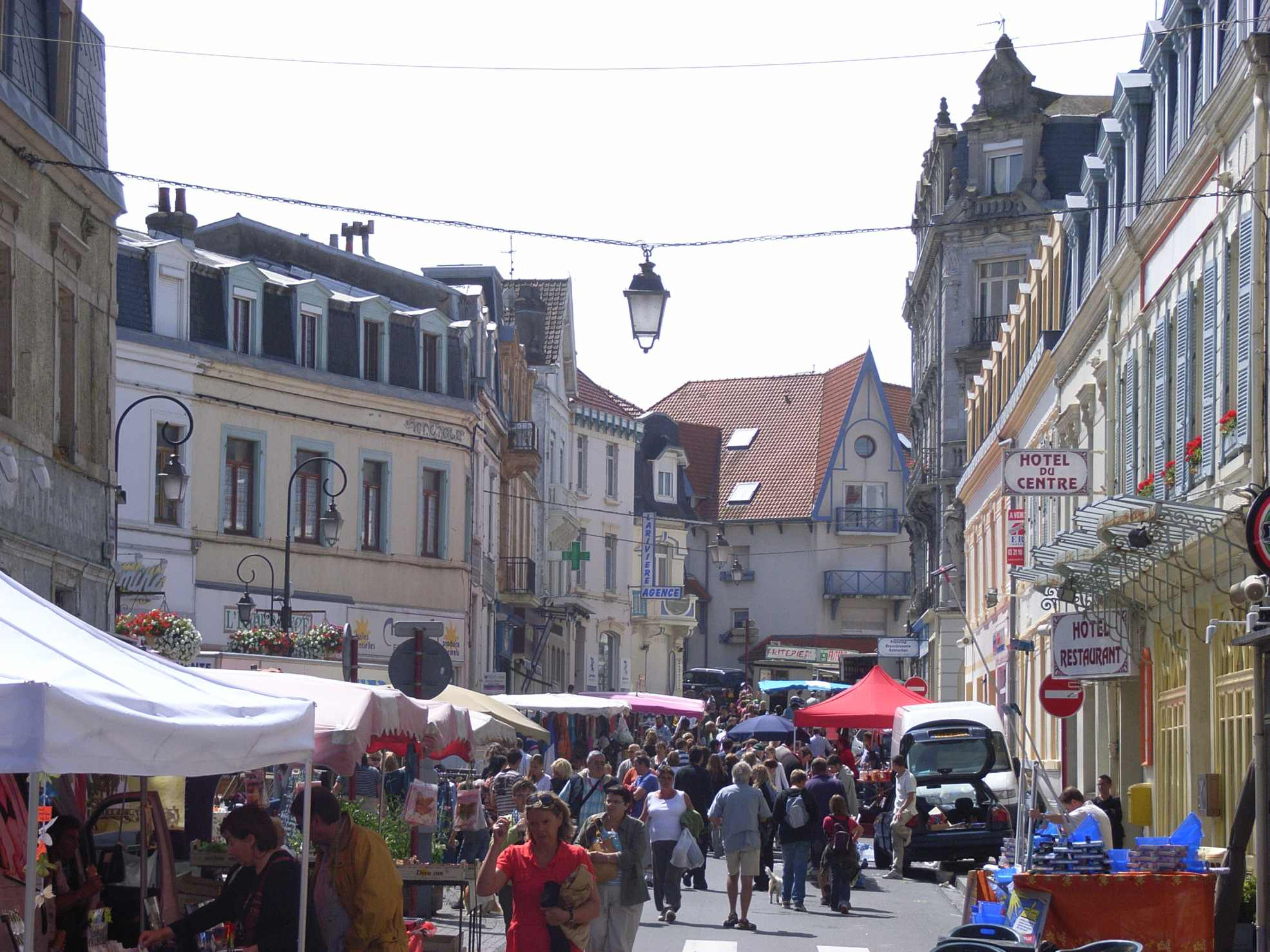
Markt in der Rue Carnot

Napoleon ordnete am 8. August 1806 an, in der Mündung des Wimereux einen Hafen und die ersten Stadthäuser für das Militär anzulegen. Mit dem Zusammenbruch des Napoleonischen Reiches wurde der Ort jedoch aufgegeben. Er lebte, zunächst als Teil der Gemeinde Wimille, ab der Mitte des 19. Jahrhunderts wieder auf. Mit dem aufkommenden Bädertourismus entstanden 1853 das erste Strandcafé, 1856 das erste Chalet und bald darauf die ersten Hotels. 1862 wurde der Bau der Eisenbahnlinie von Boulogne nach Calais in Angriff genommen. 1865 beschloss der Gemeinderat von Wimille den Bau einer Kirche, und 1866 siedelten sich die ersten beiden Unternehmen am Ort an. Am 1. Januar 1867 hielt schließlich der erste Zug am Bahnhof bei der neuen Ansiedlung.
Im Jahre 1891 wurde die Straßenbrücke Pont Napoléon über den Fluss errichtet. Das Fin de Siècle brachte einen Bauboom mit sich: 1892 standen 150 Villen im Ort, 1896 bereits 250 und 1899 waren es 328 Villen. In diesem Jahr wurde Wimereux als Gemeinde selbstständig. Ebenfalls im selben Jahr wurde das erste von Guglielmo Marconi vom South Foreland Lighthouse bei Dover über den Ärmelkanal gesendete Funksignal in Wimereux empfangen. 1914 standen am Ort 50 Hotels und Pensionen und 800 Villen.

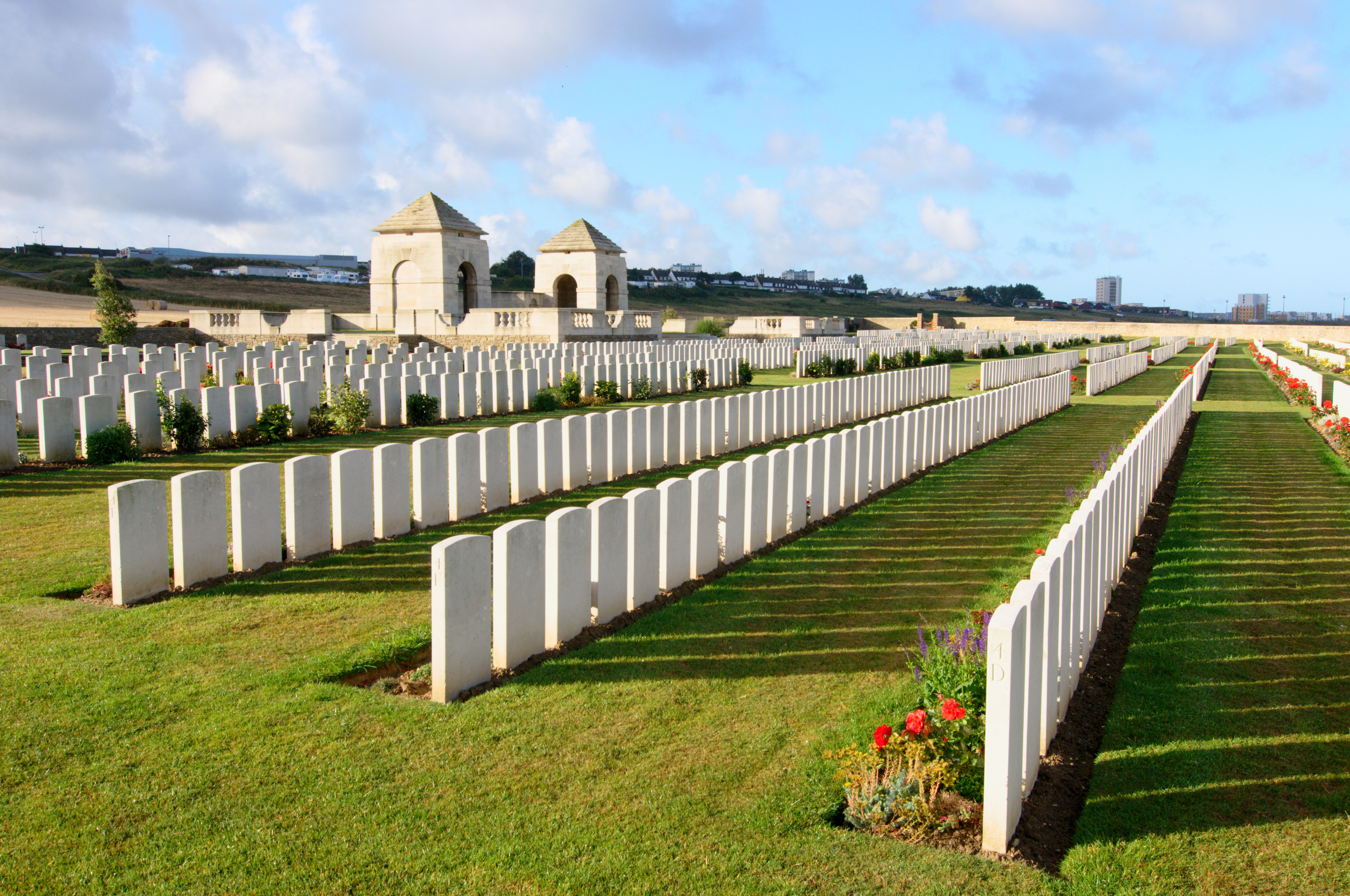
Soldatenfriedhof Terlincthun British Cemetery

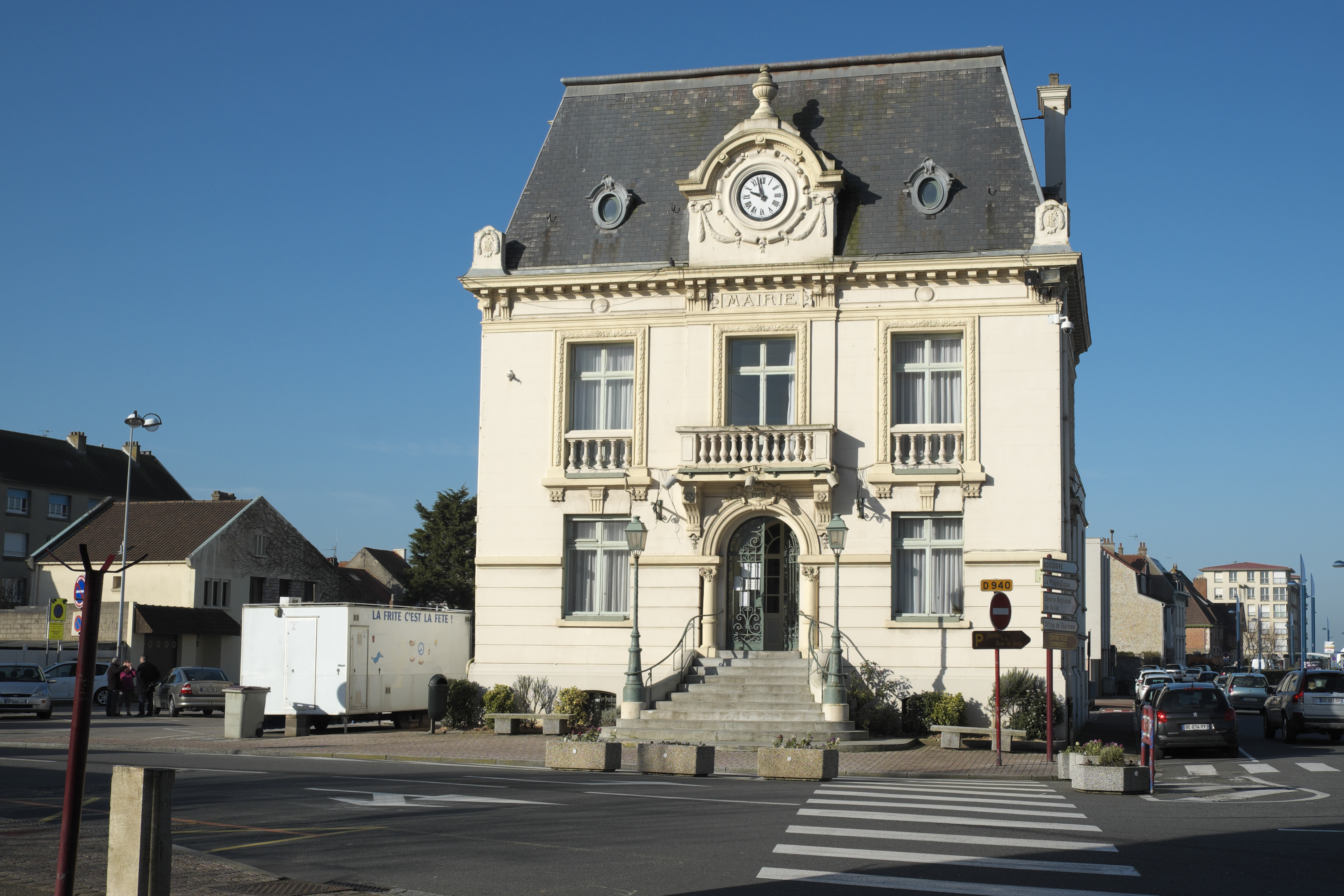
Mairie (Rathaus)

Im Ersten Weltkrieg vereinnahmte die Britische Armee den ganzen Ort als Lazarett, 1917 gab es hier zehn Militärkrankenhäuser. Auf dem Ortsfriedhof finden sich fast 3000 Gräber von Militärpersonen, darunter das von John McCrae, dem Dichter von In Flanders Fields. Nachdem auf dem Friedhof in Wimereux kein Platz mehr war, wurden ab 1918 mehr als 4200 Opfer auf dem dafür eigens angelegten Terlincthun British Cemetery bei dem Dorf Terlincthun unterhalb von Wimille begraben.
Nach dem Krieg setzte sich ab 1920 das Wachstum weiter fort. 1927 wurde die Strandpromenade eröffnet. In der Krise der 1930er Jahre blieben englische Gäste aus; dank der Treue französischer Kunden konnte sich der Ort aber halten.
Im Zweiten Weltkrieg wurden das Casino, die Hälfte der 17 Grand-Hotels, 14 Pensionen und zahlreiche Villen zerstört. Die deutsche Wehrmacht unterhielt zwischen Wimereux und Boulogne-sur-Mer einen Beobachtungsposten, und im Rahmen des Atlantikwalls entstanden verschiedene Betonbauten. Zeitweise war der Ort operatives Quartier des Führers der Schnellboote, die im Ärmelkanal operierten. Auch heute noch ist bei Ebbe eine U-Boot-Anlegestelle aus dieser Zeit sichtbar.
Nach dem Krieg erholte sich Wimereux nur langsam, entwickelte sich dann aber wieder zum beliebten Badeort. 1998 wurde die Strandpromenade renoviert.

## Freizeit und Tourismus

### Strand

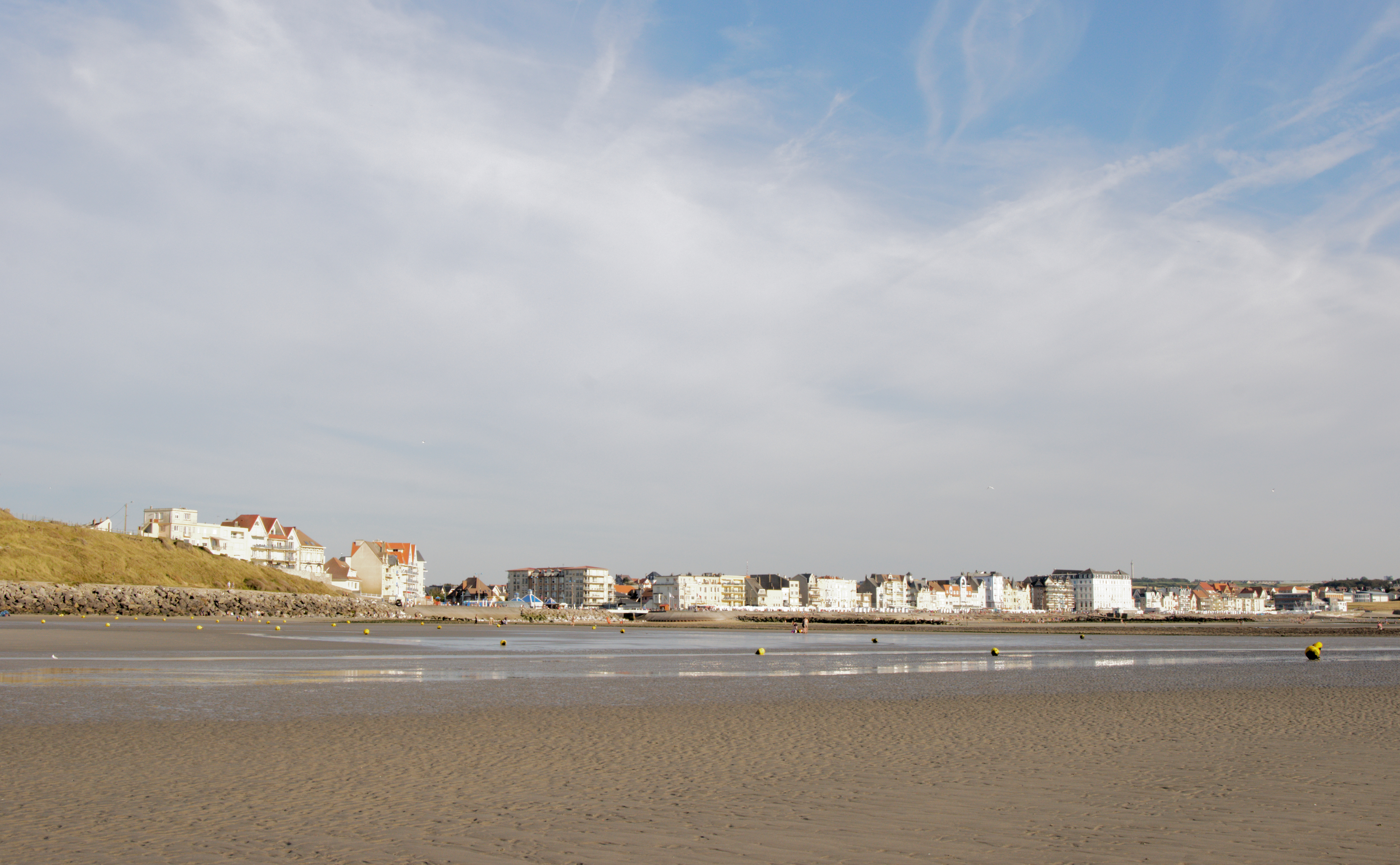
Strand bei Ebbe

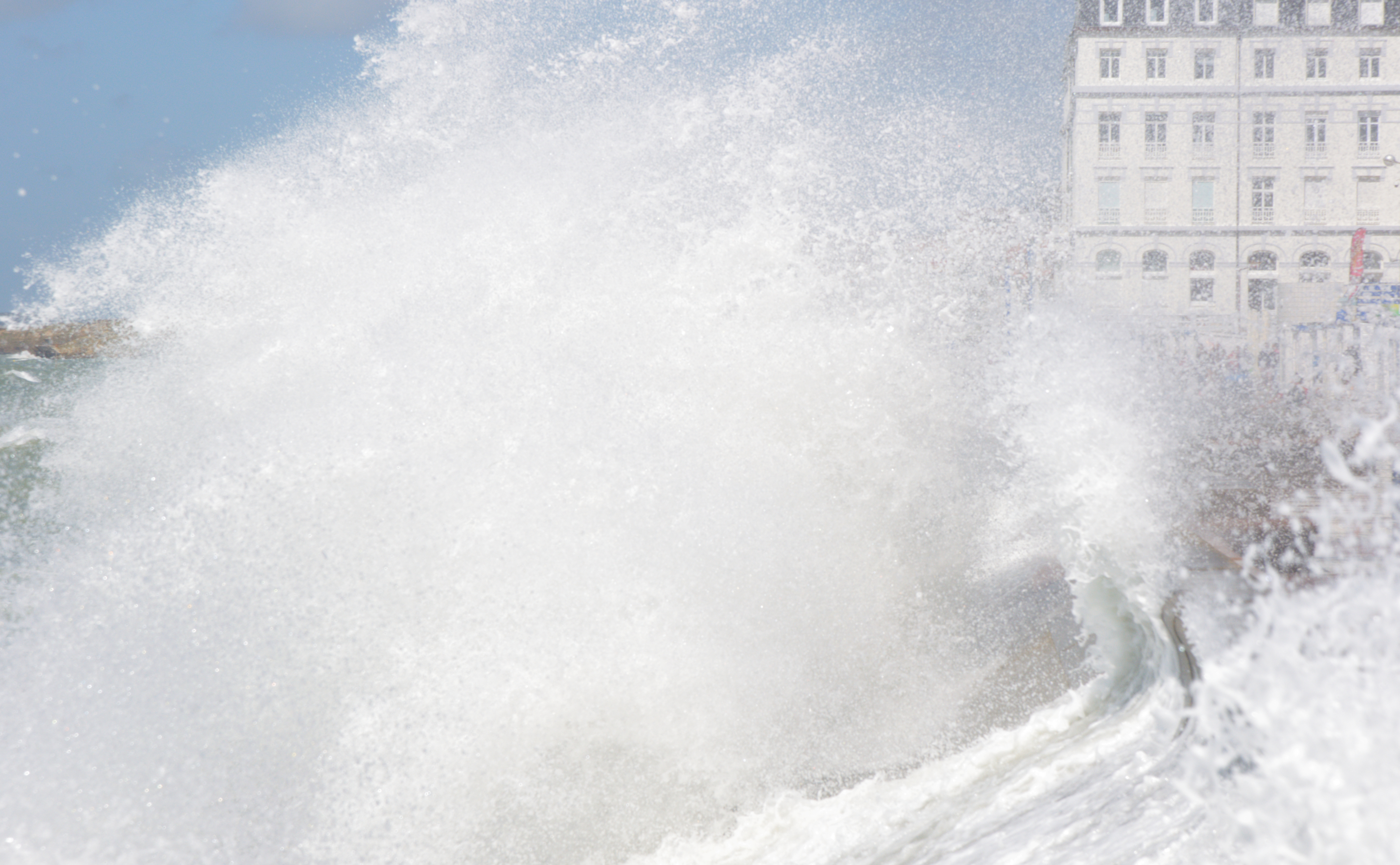
Springtide

Der flache Strand besteht aus grauem, festem Sandwatt, unterbrochen von vereinzelten flachen Felsformationen. Bei Ebbe ist der Strand mehrere hundert Meter breit und im Allgemeinen kinderfreundlich. An einzelnen Stellen besteht allerdings die Gefahr, dass man bei der rasch auflaufenden Flut vom Wasser eingeschlossen wird. Bei Springtide erreicht das Wasser die befestigte Uferpromenade, und der Strand verschwindet unter Wasser. Kommt ein kräftiger Wind hinzu, dann schlägt die Brandung über die Brüstung.
Unterhalb der wenige Zentimeter dicken Sandschicht befindet sich dunkler Schlick. Zahlreiche Wattwurmhaufen zeugen vom Nährstoffreichtum dieses Bodens. Auf den Felsen finden sich dicht an dicht Seepocken, Miesmuscheln und Napfschnecken und in den Tümpeln hin und wieder Einsiedlerkrebse, Taschenkrebse und kleine Garnelen. Prozessionen kleiner Gehäuseschnecken ziehen bei Ebbe durch die Tümpel und den feuchten Sand.

### Sport
Im Club Nautique de Wimereux (CNW) kann man das Segeln mit dem Optimisten und dem Katamaran praktizieren und in Kursen erlernen, ferner das Windsurfen, das Kitesurfen, das Strandsegeln, das Kajakpaddeln und das Stehpaddeln. Mehrere international bekannte Sportler sind aus dem Klub hervorgegangen, darunter Pascal Maka und Jules Denel.
Wimereux verfügt über einen der ältesten Golfplätze Frankreichs mit 18 Löchern.

### Wanderungen

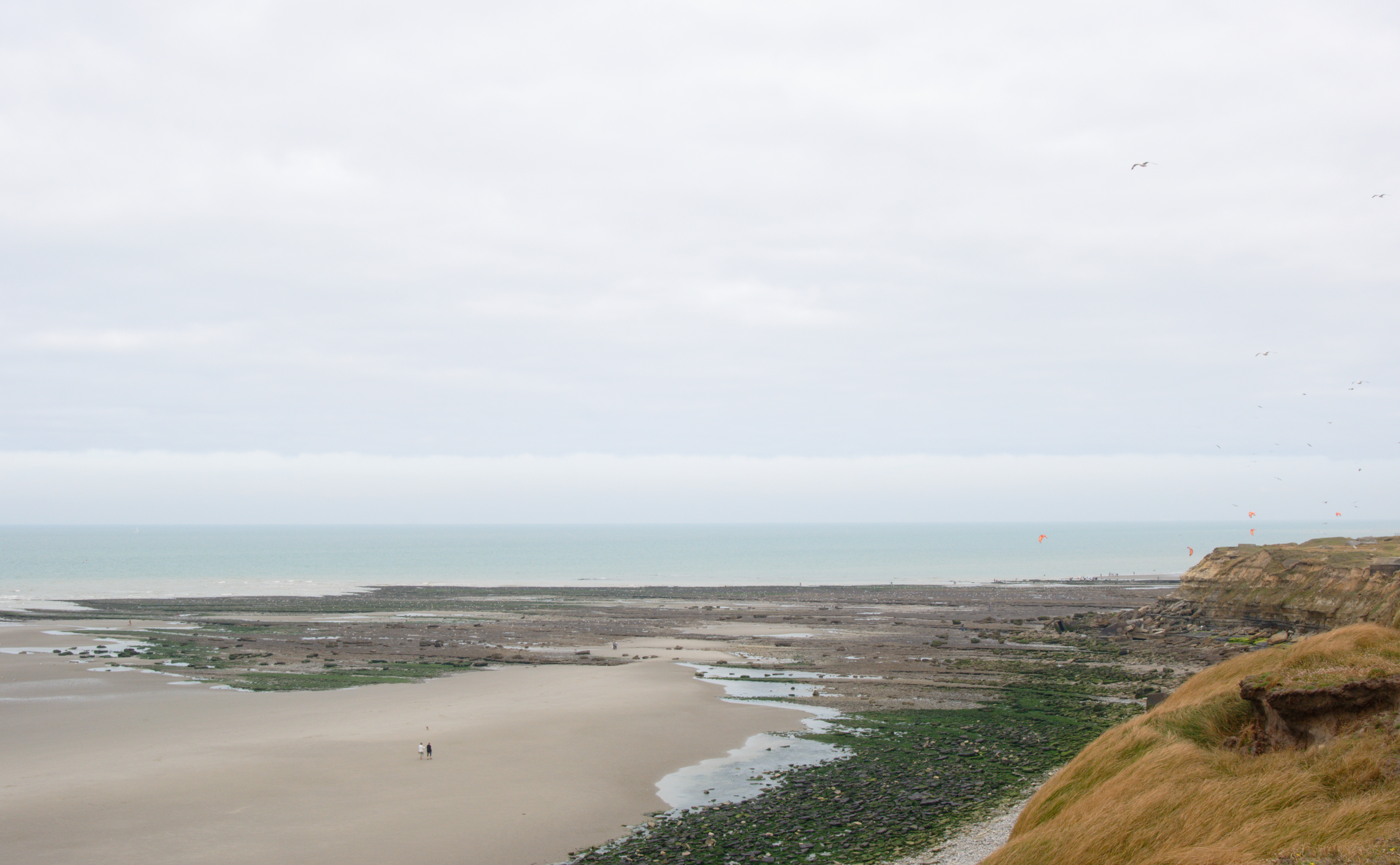
Oberhalb der Klippen

In nördlicher Richtung führt eine abwechslungsreiche Wanderung durch die Wiesen oberhalb der Klippen und durch die Dünen der Slack bis zum nächsten Ort Ambleteuse und weiter über Audresselles bis zum Cap Gris-Nez. Bei Ebbe kann man die Wanderung auch unten am Strand beginnen, statt den Höhenweg zu nehmen.
Der Weg in südlicher Richtung bietet einen Ausblick über den Strand und den Hafen von Boulogne-sur-Mer, führt aber zum großen Teil an der Straße entlang, da der Weg über die Klippen derzeit (Sommer 2015) zum großen Teil gesperrt ist.

## Partnerschaften
- Herne Bay, Großbritannien
- Schmallenberg, Deutschland

## Bilder

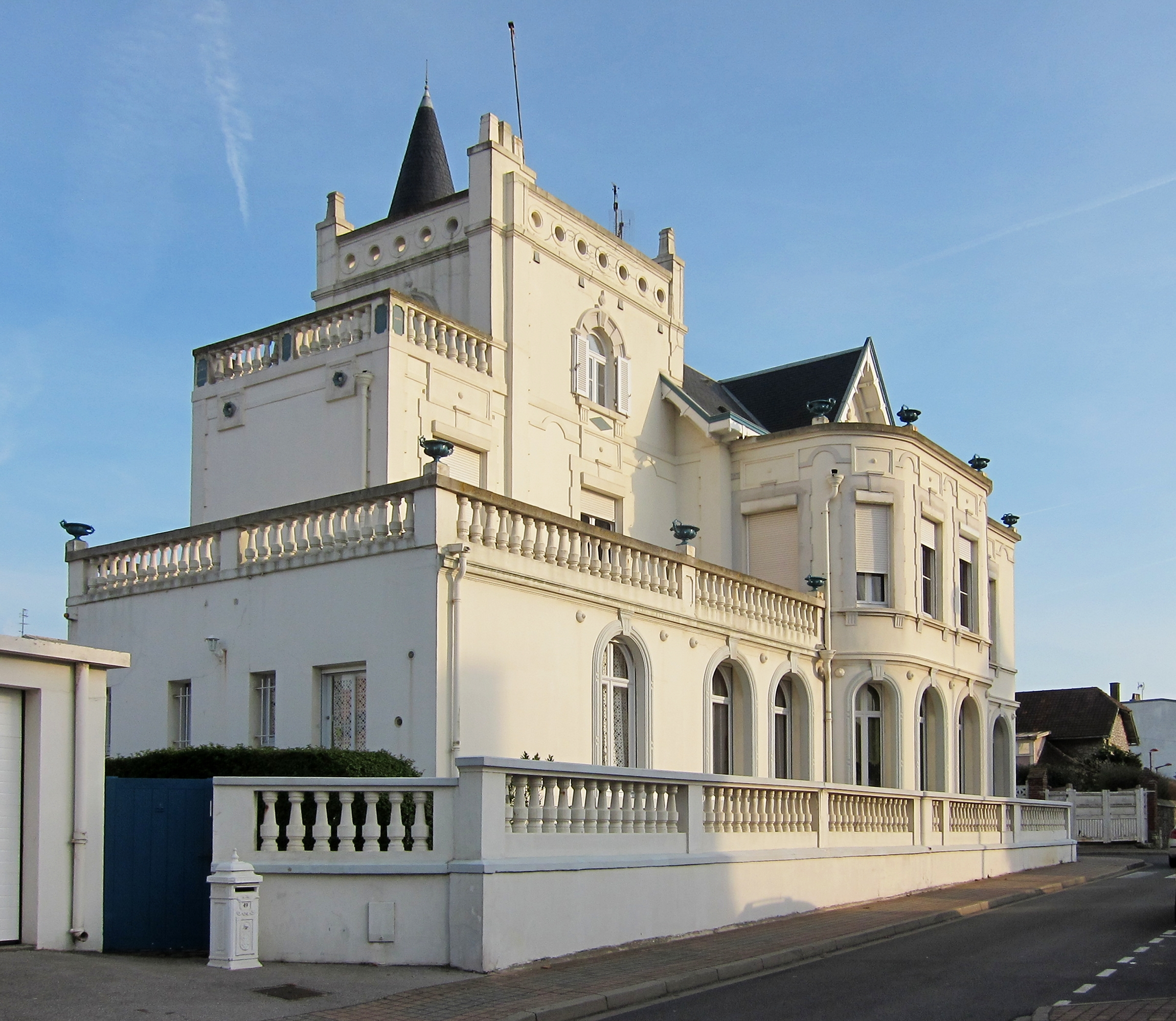
Villa Le bon accueil
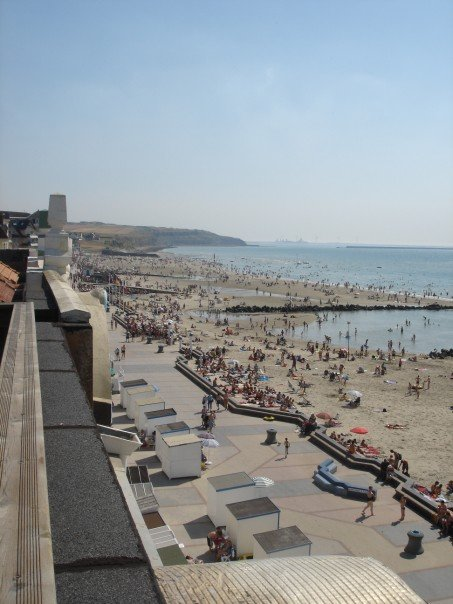
Strand südlich der Flussmündung
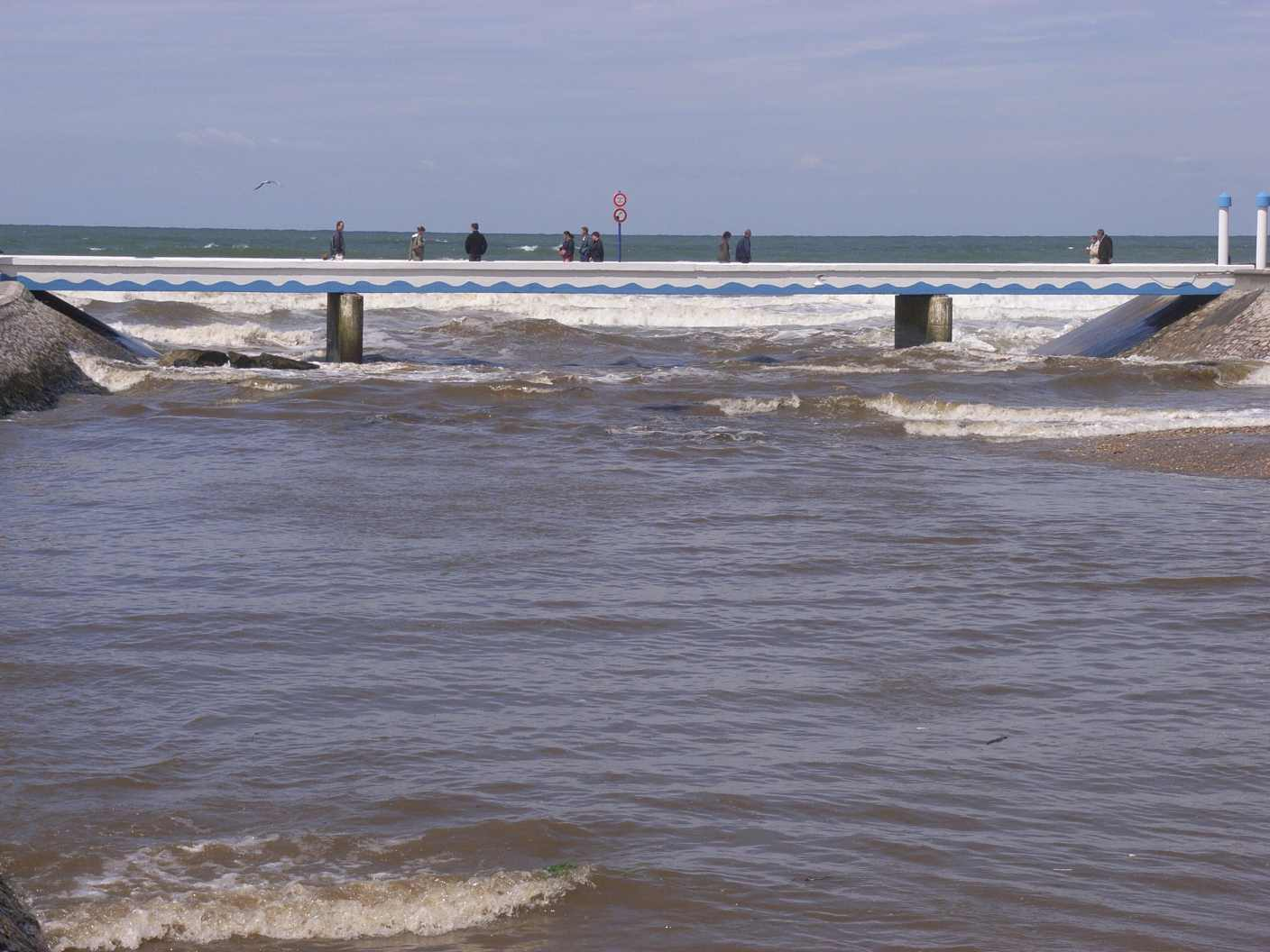
Flussmündung mit Fußgängerbrücke
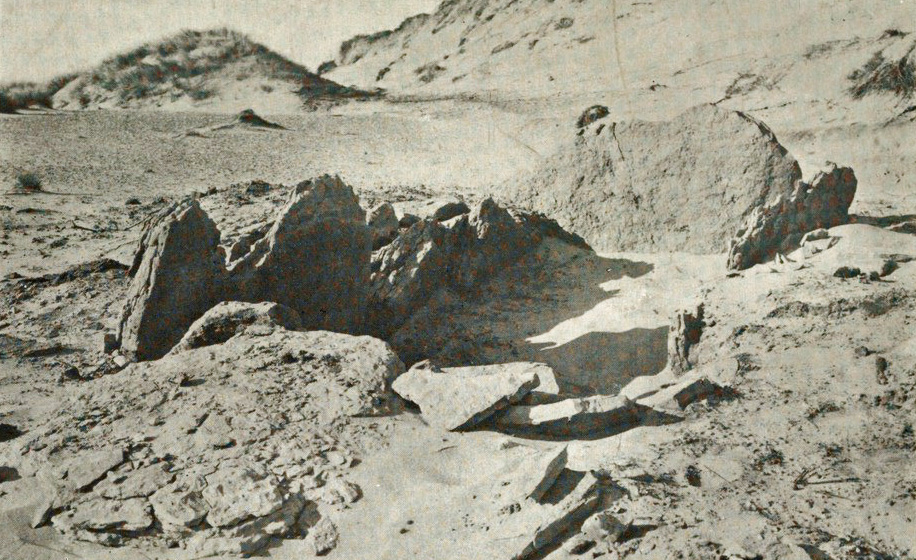
Dolmen an der Pointe aux Oies (1030), nach der Ausgrabung 1979 versetzt
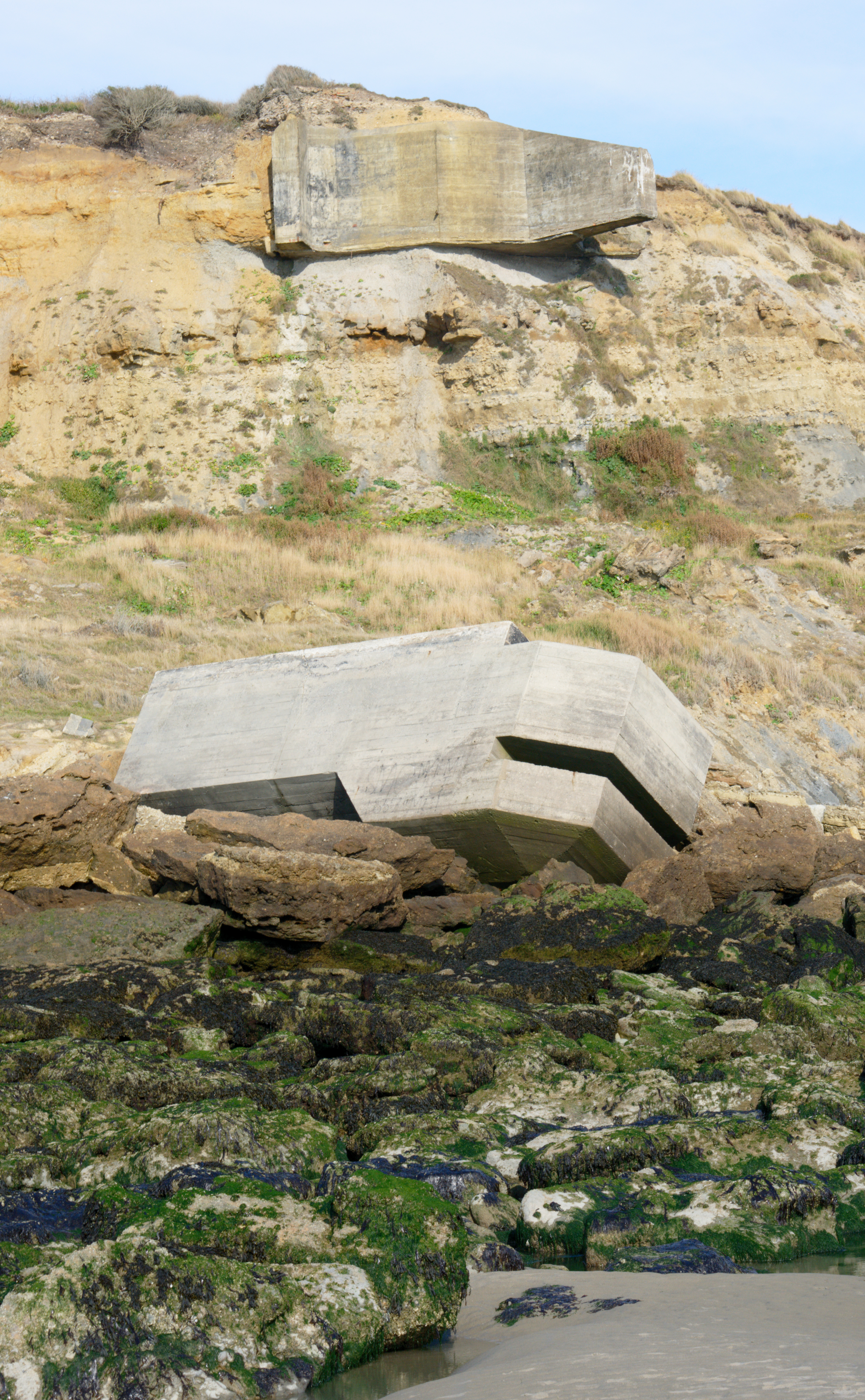
Reste von Bunkern des Atlantikwalls